# Carlos Galhardo
Carlos Galhardo, nascido Catello Carlos Guagliardi (Buenos Aires, 24 de abril de 1913 — Rio de Janeiro, 25 de julho de 1985) foi um dos principais cantores da Era do Rádio.
No total, Carlos gravou 303 discos de 78 rpm entre 1933 (início de sua carreira) e 1963 (quando este tipo de disco parou de ser produzido), totalizando 606 músicas. É, portanto, o segundo cantor mais gravado do Brasil, atrás apenas de Francisco Alves. Ambos ocupam, na mesma ordem, o topo de outro ranking: o de cantores que mais gravaram músicas de carnaval.
Além da música, Carlos se dedicava ao turfe, tendo sido dono de diversos cavalos vencedores. Era torcedor do America Football Club.

## Infância e carreira como alfaiate

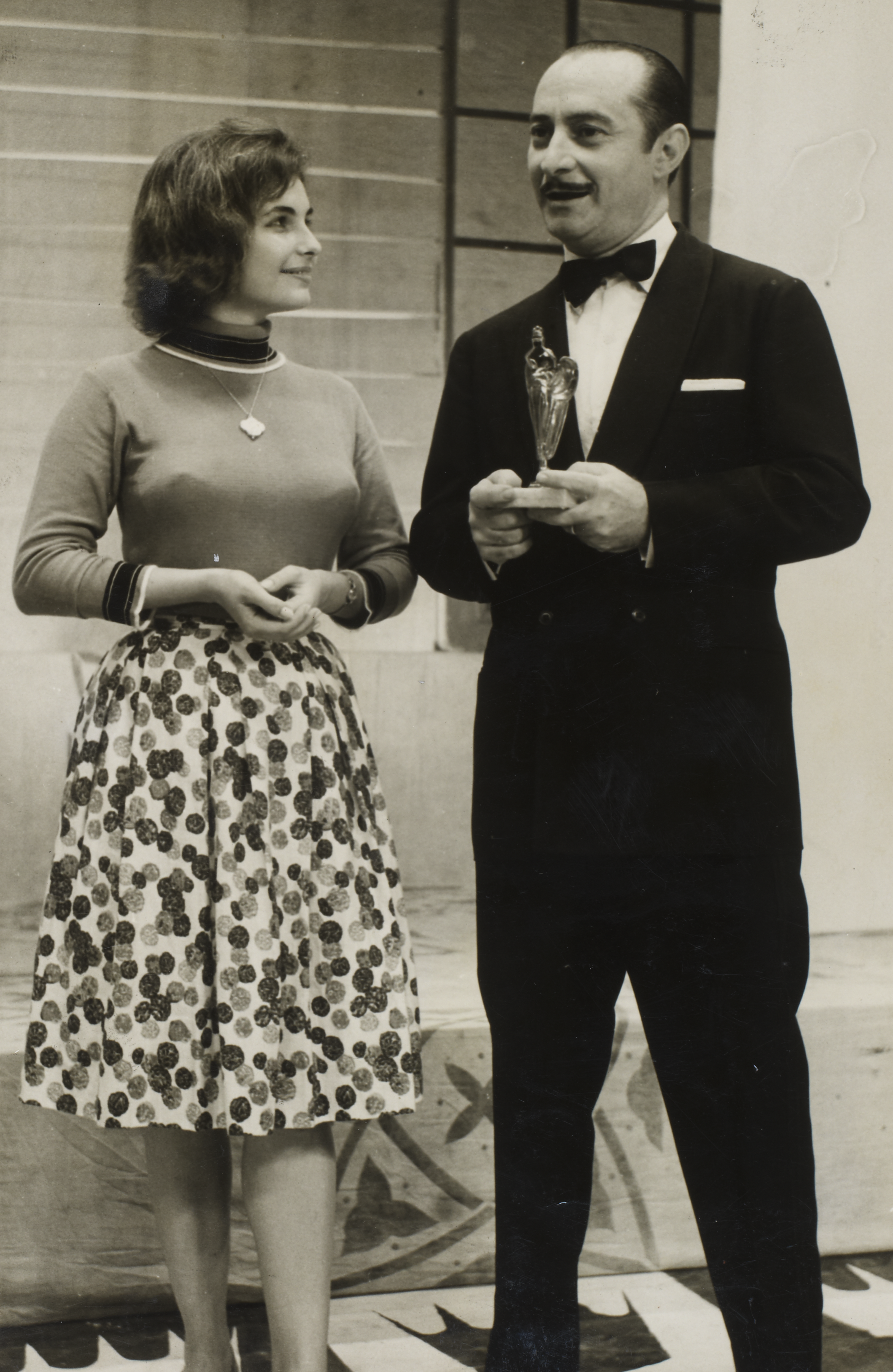
Recebendo de Norma Blum o prêmio de "Papai-Cantor" em 1960. Arquivo Nacional.

Filho de italianos, Pietro Guagliardi e Saveria Novelli, teve três irmãos; dois nascidos na Itália e uma no Rio de Janeiro. Dois meses depois de seu nascimento, a família mudou-se para São Paulo, e três meses depois, para o Rio de Janeiro.
Aos oito anos de idade, sua mãe morre e o pai se casa novamente, tendo outros cinco filhos (todos nascidos no Rio). A esta altura, a família residia no bairro do Estácio, na Rua Laura de Araújo.
Alguns meses depois da morte da mãe, Catelllo foi morar com um tio-avô no mesmo bairro e aprendeu o ofício de alfaiate. Aos quinze anos torna-se já um oficial, apesar de não gostar do ofício. Chega até a abandonar os estudos (completou o primário) para dedicar-se à profissão. Quando Getúlio Vargas tomou o poder, ele contratou a alfaiataria onde Catello trabalhava para confeccionar-lhe um jaquetão, e coube ao então futuro cantor tirar as medidas do novo presidente e criar a peça de roupa.
Passou por várias alfaiatarias e numa delas trabalhou com o barítono Salvador Grimaldi, com quem costumava ensaiar duetos de ópera.

## Carreira musical
Apesar de em casa e para amigos cantarolar cançonetas italianas e árias de ópera, sua carreira iniciou em uma festa na casa de um irmão no dia 1 de outubro de 1932, onde encontravam-se presentes personalidades como Mário Reis, Francisco Alves, Lamartine Babo, Jonjoca e, ali, cantou para os convidados "Deusa", de Freire Junior, canção do repertório de Francisco Alves - este último ficou incumbido de dar a palavra final, que se limitou a um "É, leva jeito...".
Frustrado com a recepção fria, Catello voltou a focar no ramo da alfaiataria. Contudo, uma das convidadas da festa contou do cantor a um amigo de Bororó e, através deste, Catello conseguiu uma oportunidade na Rádio Educadora do Brasil onde cantou "Destino", de Nonô e Luís Iglesias. No dia seguinte foi procurado e convidado a fazer um teste na RCA Victor. Aprovado, passa a fazer parte do coro que acompanhava as gravações da gravadora.
Não se sabe ao certo o momento exato, tampouco o motivo pelo qual Catello passou a adotar o nome artístico Carlos Galhardo, mas este nome já era utilizado por ele desde o seu primeiro disco solo, lançado em 1933, com os frevos "Você Não Gosta de Mim", dos Irmãos Valença; e "Que É Que Há?", de Nelson Ferreira.
Conhecendo o compositor Assis Valente, gravou muitas canções suas tais como "Para Onde Irá o Brasil", "É Duro de Se Crer" (em dueto com Carmen Miranda), "Pra Quem Sabe Dar Valor" e "Boas Festas", esta última seu primeiro grande sucesso.
Em 1934, registrou seu primeiro sucesso carnavalesco: "Carolina", de Bonfiglio de Oliveira e Hervé Cordovil.
Passou cantando por várias emissoras de rádio do Rio de Janeiro, tais como: Mayrink Veiga, Rádio Clube, Philips, Sociedade, Cruzeiro, Cajuti, Tupi, Nacional e Mundial.
Em 1934, foi da RCA para a Columbia a convite de Moacyr Fenelon. Pela nova gravadora, lançou onze discos, emplacando dois sucessos: "Mariana" (1935), de Bonfiglio de Oliveira e Lamartine Babo; e "Cortina de Veludo" (1936), de Paulo Barboza e Osvaldo Santiago. Posteriormente, voltou à RCA Victor, onde permaneceu por 35 anos.
Em sua carreira, além da RCA Victor e da Columbia gravou também na Odeon e Continental. Além das canções carnavalescas, Galhardo cantou temas de datas festivas, a exemplo: "Boas festas", "Boneca de Papai Noel" (Ari Machado) e "Lá no céu" (Silvino Neto), "Não mudou o Natal" (Alcyr Pires Vermelho e Oswaldo Santiago) para o Natal; "Bodas de prata" (Mário Rossi e Roberto Martins) para a celebração de mesmo nome, "Mãezinha querida" (Getúlio Macedo e Lourival Faissal), "Imagem de mãe" (Othon Russo e José Nunes), "Dia das mães" (José Cenília e Lourival Faissal), "Aniversário de mãezinha" (Mário Biscardi e Newton Teixeira) e "Mamãezinha" (José Selma, Lourival Faissal e Maurício das Neves) para o Dia das Mães; "Papai do meu coração" (Lindolfo Gaya e Osvaldo dos Santos) para o Dia dos Pais; "Tempo de criança" (Ari Monteiro e Osvaldinho) para o Dia das Crianças; "Subindo, vai subindo" (Osvaldo e Valfrido Siva), "Olha lá um balão" (Roberto Martins e Wilson Batista), "Balão do amor" (Armando Nunes e Geraldo Serafim) para as festas juninas; "Valsa dos noivos" (Sivan Castelo Neto e José Roberto Medeiros), "Para os noivos", "Brinde aos noivos", "Valsa dos padrinhos" para noivos, Valsa dos namorados (Silvino Neto) para o Dia dos Namorados; "Quarto centenário" (J. M. Alves e Mário Zan) para o aniversário de São Paulo; "Dentro da lua" e "23 de abril" (ambas de Ari Monteiro e Roberto Martins) para o dia de São Jorge; e a "Canção do trabalhador" (Ari Kerner) para o Dia do Trabalhador.
Em 1945, grava juntamente com Dalva de Oliveira e Os Trovadores, a adaptação de João de Barro para a história infantil Branca de Neve e os sete anões, com canções de Radamés Gnattali.
Em 1952, passa um ano apresentando-se em Portugal.
Em 1953 a Revista do Disco deu-lhe o slogan "Rei do disco". Também ficou conhecido como "O rei da valsa", título dado pelo apresentador Blota Júnior e "O cantor que dispensa adjetivos".
Daí pra frente começou a apresentar-se por todo o Brasil, inclusive através da televisão.
Nos anos 1960 e 1970, enfrentou o mesmo problema que outros cantores de rádio da época: a substituição gradual do rádio pela televisão como principal meio de comunicação, o declínio das boates e as investidas da ditadura militar contra artistas considerados "comunistas".
Neste período, ele lutou pelo direito dos intérpretes, defendendo leis que garantissem os direitos destes no que dizia respeito à venda de discos. Em 1966, a lei nº 4 944 foi promulgada e mais tarde regulamentada pelo decreto nº 61 123 de 1 de agosto de 1967. Depois, Carlos se tornou presidente-executivo da Socimpro (Sociedade Brasileira de Administração e Proteção dos Direitos Intelectuais).
Em 1983, fez a sua última apresentação no espetáculo Allah-lá-ô, de Ricardo Cravo Albin, dedicado ao compositor Antônio Nássara, realizado na Sala Funarte-Sidney Miller.
Carlos Galhardo morreu em 25 de julho de 1985, com 72 anos, e foi sepultado no Cemitério São João Batista.
Ao lado de Francisco Alves, Orlando Silva, Vicente Celestino e Sílvio Caldas, formou o quadro dos grandes cantores da era do rádio.

## Principais sucessos[segundo quem?]
- "Adeus, amor", Urbano Lóes, do Estudo em Mi Maior de Chopin (1946)
- "Alá-lá-ô", Haroldo Lobo e Nássara (1941)
- "A você", Ataulfo Alves e Aldo Cabral (1936)
- "A pequenina cruz do teu rosário", Fernando Weyne e Roberto Xavier de Castro (1947)
- "Boas Festas", Assis Valente (1933)
- "Bodas de prata", Roberto Martins e Mário Rossi (1945)
- "Cadê Zazá?", Roberto Martins e Ary Monteiro (1947)
- "Carolina", Bonfiglio de Oliveira e Hervé Cordovil (1934)
- "Cortina de veludo", Paulo Barbosa e Osvaldo Santiago (1935)
- "Devolve", Mário Lago (1940)
- "E o destino desfolhou", Gastão Lamounier e Mário Rossi (1937)
- "Fascinação", Fermo Dante Marchetti e Armando Louzada (1950)
- "Gira, gira, gira", Custódio Mesquita e Ewaldo Ruy (1944)
- "Italiana", José Maria de Abreu, Paulo Barbosa e Osvaldo Santiago (1936)
- "Lenda árabe", Paulo Barbosa e Osvaldo Santiago (1937)
- "Linda borboleta", João de Barro e Alberto Ribeiro (1938)
- "Madame Pompadour", Paulo Barbosa e Osvaldo Santiago (1937)
- "Mais uma valsa… mais uma saudade", José Maria de Abreu e Lamartine Babo, (1937)
- "Nós Queremos uma Valsa", Nássara e Eratóstenes Frazão (1941)
- "Rapaziada do Brás", Alberto Marino (1960)
- "Rosa de maio", Custódio Mesquita e Ewaldo Ruy (1944)
- "Salão grená", Paulo Barbosa e Francisco Célio (1939)
- "Saudades de Matão", Jorge Galati e Raul Torres (1941)
- "Sei que é covardia, mas…", Ataulfo Alves e Claudionor Cruz (1938)
- "Será?", Mário Lago (1945)
- "Vela branca sobre o mar", José Maria de Abreu e Osvaldo Santiago (1937)

## Filmografia
Adaptado da fonte:
- João Ninguém, de Mesquitinha (1936)
- O Samba da Vida, de Adhemar Gonzaga (1937)
- Banana da Terra, de J. Ruy (1938)
- Vamos Cantar, de Leo Martins (1940)
- Entra na Farra, de Luís de Barros (1941)
- Sob a Luz do Meu Bairro, de Moacyr Fenelon (1946)
- Prá Lá de Boa, de Luiz de Barros (1949)
- Carnaval em Lá Maior, de Adhemar Gonzaga (1955)
- Bandeirante na Tela (1955)
- Metido a Bacana, de J. B. Tanko (1957)
- Entrei de Gaiato, de J. B. Tanko (1960)
- Vereda Tropical, de Joaquim Pedro de Andrade (1977)